# Самоходы
Самоходы — этнографическая группа белорусов в Сибири и на Урале. Потомки поздних переселенцев из Белоруссии, пришедших в регион в конце XIX — начале XX века пешком или на обозах, то есть «своим ходом». В настоящее время потомки самоходов живут в деревнях Ермаки, Осиновка, Еловка Викуловского района Тюменской области, места компактного расселения самоходов также встречаются в Алапаевском, Режевском, Байкаловском, Ирбитском районах Свердловской области.